# ريان بيرغ
ريان بيرغ (بالإنجليزية: Ryan Burge)‏ هو لاعب كرة قدم بريطاني في مركز الوسط، ولد في 12 أكتوبر 1988 في شلتنهام في المملكة المتحدة. لعب مع أكسفورد يونايتد وبرمنغهام سيتي وبورت فايل وساتون يونايتد ونادي بارنت ونادي دونكاستر روفرز ونادي هايد إف سي ونادي ووستر سيتي ونيوبورت كونتي.

## وصلات خارجية
- ريان بيرغ على موقع قاعدة بيانات كرة القدم.إي يو (الإنجليزية)
- ريان بيرغ على موقع Soccerbase.com (لاعب) (الإنجليزية)
- ريان بيرغ على موقع Soccerway.com (الإنجليزية)